# Чудовища (филм)
Вижте пояснителната страница за други значения на Чудовища.
„Чудовища“ е български игрален филм от 2022 година на режисьора Калоян Патерков, по сценарий на Наталия Дукова, създаден по едноименната ѝ пиеса. Оператор е Кирил Проданов.

## Сюжет
Филмът разказва за журналист, интервюиращ три „професионални жени“ и поставя теми за стойността на истинската любов, колко струва тя и може ли да се продаде.

## Актьорски състав
- Яна Маринова – Ана
- Анастасия Левордашка – Иви
- Лили Сучева – Яна
- Владислав Виолинов – Журналистът